# 宁波城墙
宁波城墙，位于中国浙江省宁波市市区。宁波城墙是始于唐代的宁波老城的城墙，1930年代拆除。原城基现为环城公路。

## 历史
唐长庆元年（821年）明州刺史韩察修建子城，乾宁五年（898年）明州刺史黄晟筑罗城，北宋年间宁波城墙多次修缮，此时设有10座城门，分别为望京门、甬水门、鄞江门、灵桥门、东渡门、渔浦门、盐仓门、达信门、郑堰门、永丰门，元代初年城墙被拆除，元至正十二年（1352年）重筑宁波城墙，设有6座城门，分别为东渡门、灵桥门、长春门、望京门、永丰门、和义门，明清时期城墙亦多次修缮，1923年拆除了6个城门的瓮城，1924年拆除灵桥门、东渡门，1927年7月宁波成立市政府，决议拆除城墙，1931年1月宁波撤市，城墙全部拆除，在城墙原址上建起环城马路，仅剩庆云楼（俗称八角楼），为罗城的钟楼，与鼓楼相对应，后于1956年毁于八一台风，1958年被拆除:471，部分城砖、条石用于建造华美医院（今宁波市第二医院）大楼:35-38。

## 相关遗存

### 和义门瓮城遗址
位于海曙区姚江南岸、解放桥东侧、万豪大酒店西侧，建于元代至正二十年（1360年），又称盐仓门，2003年进行考古发掘，除瓮城基址外，还发现南宋海船一艘，总发掘面积1600平方米，2010年12月公布为海曙区文物保护单位。

### 明州罗城遗址（望京门段）
位于中山西路与望京路交叉口，于2016年11月至2017年6月进行考古发掘，城墙始建于唐，为望京门北侧的一段城墙基址，城墙基址距地表深0.24-0.5米，总长达79.5米，残高1.46-1.86米，主要由唐末时期基槽和铺垫层、唐宋至元代夯土墙、宋代包砖墙和护坡、元代至明清包石墙等部分构成，还发掘清理出晚唐五代至明清时期灰坑42个、灰沟7条，元代至晚晴民国时期水井7口，元代水池3个、建筑基址6座，晚晴民国时期墓葬10座，出土文物有全国各地窑口的各类瓷器，还有石夯锤、砖瓦、陶玩具、铜钱等其他遗物，2018年8月3日公布为海曙区文物保护单位，2023年6月29日公布为浙江省文物保护单位。2020年6月13日，望京门遗址公园开工，用地面积12000平方米，2021年12月完工，2023年4月18日望京门城墙遗址博物馆试开放，5月18日正式开放。

## 图集
- 宁波城墙望京门
- 宁波城墙长春门
- 宁波城墙永丰门
- 望京门城墙遗址博物馆里的望京门重现模型